# Mieczysław Basiewicz
Mieczysław Roman Basiewicz (ur. 9 sierpnia 1894 w Żółkiewce, zm. 31 lipca 1935 w Grodnie) – major piechoty Wojska Polskiego.

## Życiorys
Urodził się 9 sierpnia 1894 w Żółkiewce, w ówczesnym powiecie krasnostawskim guberni lubelskiej, w rodzinie Bronisława. 
Służył w armii rosyjskiej. W czasie I wojny światowej dostał się do niemieckiej niewoli. Po uwolnieniu służył krótko w armii gen. Hallera, pracował czynnie w Związku Wojskowych Polaków i Polskiej Organizacji Wojskowej. W listopadzie 1918 wstąpił do Wojska Polskiego. Wziął udział w wojnie z Ukraińcami. W 1919 ciężko ranny, pozostawiony pod drutami, dostał się do niewoli ukraińskiej. Został uznany za poległego, więc pułkownik Leon Berbecki poinformował jego matkę o śmierci syna.
1 czerwca 1921, w stopniu porucznika, pełnił służbę w Dowództwie Okręgu Generalnego Lublin, a jego oddziałem macierzystym był 35 pułk piechoty. 3 maja 1922 został zweryfikowany w stopniu kapitana ze starszeństwem od 1 czerwca 1919 i 1255. lokatą w korpusie oficerów piechoty. Później został przeniesiony do 24 pułku piechoty w Łucku. Po 1924 został przeniesiony do 7 pułku piechoty Legionów w Chełmie. 27 stycznia 1930 prezydent RP nadał mu z dniem 1 stycznia 1930 stopień majora w korpusie oficerów piechoty i 31. lokatą. W marcu tego roku został przesunięty w 7 pp Leg. ze stanowiska obodowego komendanta Przysposobienia Wojskowego na stanowisko dowódcy batalionu. W marcu 1932 został przeniesiony na stanowisko komendanta placu w Chełmnie, a w styczniu 1934 do Dowództwa Okręgu Korpusu Nr III w Grodnie na stanowisko kierownika Samodzielnego Referatu Personalnego. Zmarł 31 lipca 1935 w 3 Szpitalu Okręgowym w Grodnie. Był żonaty.

## Ordery i odznaczenia
- Krzyż Walecznych dwukrotnie[15]
- Medal Niepodległości – pośmiertnie 5 sierpnia 1937 „za pracę w dziele odzyskania niepodległości”[16][3]
- Medal Pamiątkowy za Wojnę 1918–1921[2]
- Medal Dziesięciolecia Odzyskanej Niepodległości[2]
- Medal Zwycięstwa[17][2]
- Odznaka za Rany i Kontuzje